# Theo Lenartz

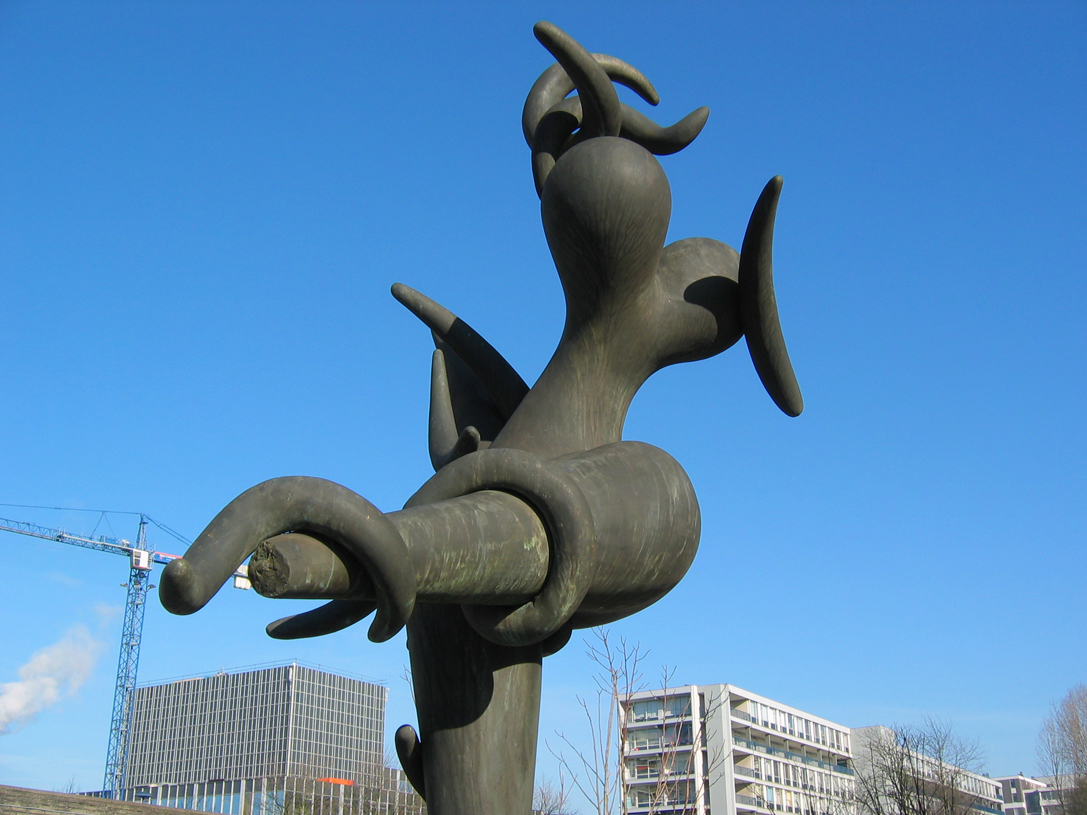
De Duikster, bronzen beeld in Heerlen

Theo Lenartz (Heerlen, 18 november 1937) is een Nederlandse kunstenaar. Na de ambachtschool werkte hij enkele jaren in een meubelfabriek. Hij ging op 19-jarige leeftijd naar de Stadsacademie voor Toegepaste Kunsten in Maastricht en werd daar tweemaal winnaar van de Lucasprijs. Daarna was hij twee jaar student aan de Jan van Eyck Academie bij Jaap Min (schildersklas). Hij maakte reizen in Spanje, Israël, Griekenland en de Verenigde Staten. Hij exposeerde in vrijwel alle grotere plaatsen in Zuid-Limburg en erbuiten in Breda, Brussel, Delft en Dokkum. Als monumentaal kunstenaar begon hij met wandschilderingen in het Groene kruis-gebouw en de Philipshal te Molenberg. Imposant zijn de glas-in-loodramen in de sporthal Varenbeuk in Heerlen-Noord. Houtreliëfs, betonreliëfs, glasmozaïeken van zijn hand kan men vooral vinden in bouwwerken in Zuid-Limburg. Zijn helaas inmiddels verwijderde, veertig meter lange waterpartij op de Promenade, was een markant punt in het Heerlense koopcentrum. Daarnaast maakte hij ook veel wanden, vaak in glas, en ontwierp hij interieurs. Veel van die werken zijn inmiddels door sloop en verbouwing verloren gegaan.
Erkenning voor zijn werk blijkt uit de uitnodigingen die hij krijgt om te exposeren tijdens de tweejaarlijkse Florence Biennale. Dat zijn werk ook als controversieel beschouwd wordt blijkt uit het feit dat werk van hem tijdens de Florence Biennale van 2007 door een bezoeker zwaar werd beschadigd.

## Belangrijke opdrachten
- Hoofdkantoor I.O.P. Kerkrade (koper-ets-reliëf)
- Valkenstaete-flat Heerlen (bronzen sculptuur en ontwerp voorplein)
- Atrium Ziekenhuis Heerlen (glasappliqué)
- Sporthal Varenbeuk Heerlen (glas-in-beton)
- Crematorium Heerlen (glasappliqué)
- Kerk O.L. Vrouw Onbevlekt Ontvangen te Terwinselen Kerkrade (glasstructuur-schildering)
- Raadszaal gemeentehuis Geleen (glasappliqué, aluminiumreliëf, baksteenreliëf)
- Hoechst B.V. Weert (persplaat-kleurobject)
- Jongerencentrum De Cirkel Zoetermeer (persplaat-kleurobject)
- Crematorium Zwolle (glasappliqué)
- Hoofdkantoor Monutastichting Apeldoorn (glas-zandstraaltechniek, aluminiumreliëf)
- Philips Heerlen (wandschildering)
- Kompasschool Heerlen (aluminiumreliëf)
- Algemeen Burgerlijk Pensioenfonds (A.B.P.) Heerlen (reconstructie voorplein en routing hoofdingang)
- Spinx Maastricht (16 keramische panelen)
- Waterpartij Promenade Heerlen (baksteenreliëf)
- Kreon Screen Amsterdam en Parijs (omkasting supervideoscherm)
- Raadszaal gemeentehuis Nederweert (aluminiumreliëf)
- Crematorium Venlo (glasappliqué aula)
- Zwembad D'r Pool Kerkrade (keramische wand)
- Verpleegklinieken Heerlen (betonreliëf in keerwaden)
- Lagere en Middelbare Detailhandelsschool Heerlen (baksteenreliëf in wanden en vloeren)
- De Limburger Roermond (steenreliëf in schuimbetonblokken)
- Lagere School De Schacht Heerlen (aluminiumreliëf)
- Ploum B.V. Heerlen brons gegoten reliëf (Zonnewijzer)
- Openbare Bibliotheek en Muziekschool Sittard - fontein (keramiek)
- Gemeenschaps- en Ontspanningshuis Wijnandsrade (glas-in-betonreliëf)
- Dr. Zweitzerschool Geleen (persplaat-kleurobjecten)
- Vent Air N.V. Maastricht (gekleurde metaalplastiek)
- Winkelcentrum Promenade Heerlen (keramische wanden)
- Crematorium Apeldoorn (glasappliqué)

## Belangrijke exposities
- 2008 - Museum Land van Valkenburg – Valkenburg aan de Geul
- 2008 - Expositie prof. Jaap Min (1914 - 1987) en studenten van Jaap Min – Maastricht
- 2007 – Florence Biennale – Italië
- 2005 – Florence Biennale – Italië (premio alla carrière lorenzo al magnifico)
- 2001 – Florence Biennale – Italië
- 2000 - Gemeentehuis Heerlen – Heerlen – Nederland
- 1999 - Galerie Ipomal – Landgraaf
- 1988 - Algemeen Burgerlijk Pensioenfonds – Heerlen – Nederland
- 1975 - Glaspaleis – Heerlen – Nederland
- 1974 - Kasteel Erenstein – Kerkrade – Nederland
- 1970 - De Prinsenhof – Delft – Nederland
- 1969 - Jonge Nederlands Kunst – Meppel – Nederland
- 1969 - Rodahal – Kerkrade – Nederland
- 1968 - Caryatide – Brussel – België
- 1968 - Galerie Felix – Maastricht – Nederland
- 1967 - Gallery Gertrud Stein – New York - U.S.A.
- 1965 - Raadhuis – Kerkrade – Nederland
- 1965 - Kritzraedthuis – Sittard – Nederland
- 1965 - Jonge Nederlands Kunst – Dokkum – Nederland